# ژرژ پلمیه
ژرژ پلمیه (فرانسوی: Georges Paulmier‎; ۲۴ دسامبر ۱۸۸۲ – ۳۰ دسامبر ۱۹۵۶) دوچرخه‌سوار اهل فرانسه بود.